# General Motors Building

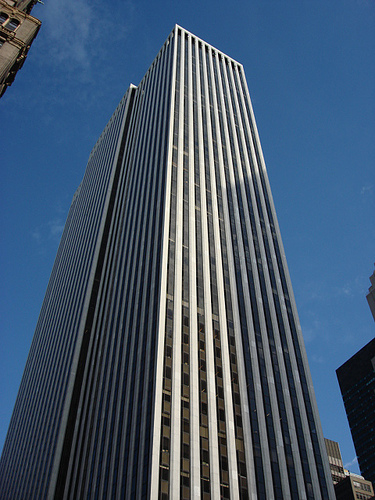
El General Motors Building vist des del carrer 59.

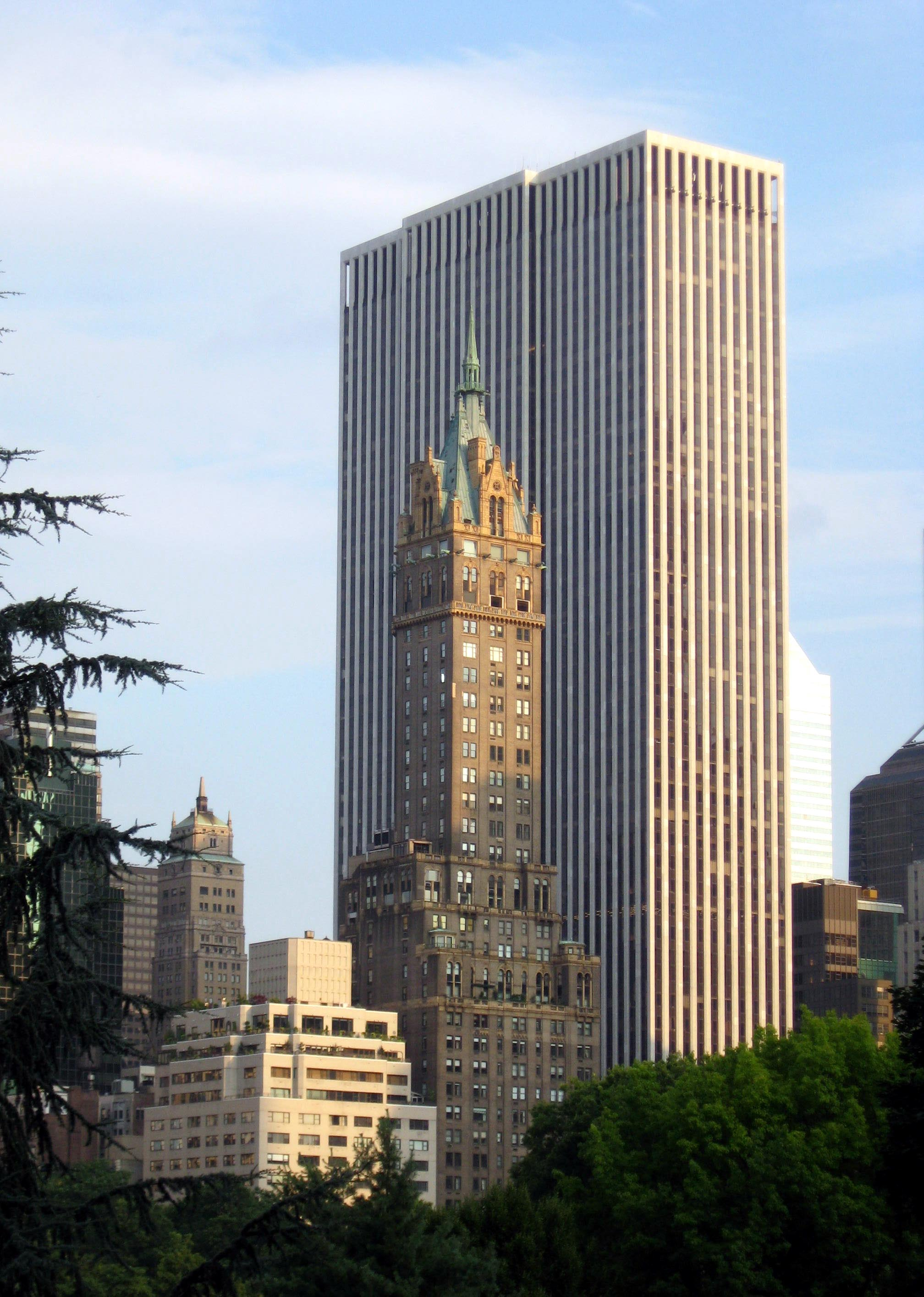
El General Motors Building al costat del Sherry Netherland Hotel

El General Motors Building és un gratacel construït als anys 1960 a la cantonada de la Cinquena Avinguda i del carrer 59, no lluny de Central Park, a Manhattan. Ha estat concebut per  Edward Durell Stone & Associates i  Emery Roth & Sons.